# Lot corniculat

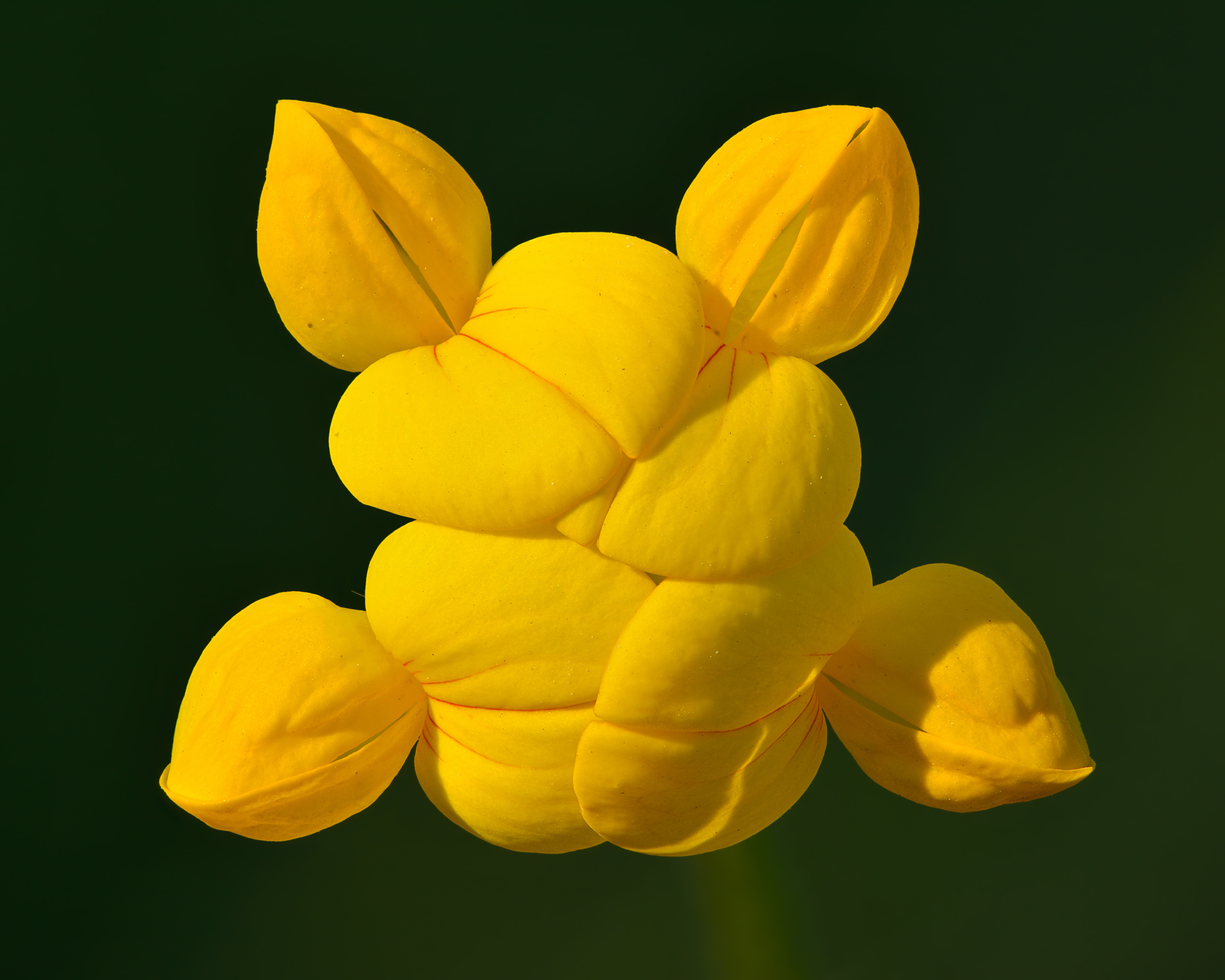
Inflorescència

La banya de cabra (Lotus corniculatus) és una espècie de planta amb flors del gènere Lotus dins la família de les fabàcies (Fabaceae). Són plantes natives d'Euràsia, Àfrica del nord i l'Est de l'Àfrica tropical.
Addicionalment pot rebre els noms de corona de rei, gatinyol, lot banyut, lot corniculat, lotus, melgó, melgues, pedrerol bord i peu de pardal. També s'han recollit les variants lingüístiques guixa rastrera, melbó i petrerol bord.

## Descripció i hàbitat
És molt comuna a Europa, el nord d'Àfrica i Àsia, però també es pot trobar als Estats Units, Austràlia, Argentina i Xile. Creix a tots els Països Catalans.
És una planta que s'adapta molt bé a una gran diversitat de sòls i que s'utilitza per a alimentació del bestiar en forma de farratge.
Creix principalment en climes temperats, en espais assolellats i humits, tot i que tolera també la calor, les sequeres estivals (de forma moderada) i la salinitat. S'adapta a una àmplia gamma de sòls, ja siguin arenosos, fangosos o rocallosos, i és capaç d'aguantar condicions de baixa fertilitat. Es pot trobar en prats, zones de pastura, marges o fins i tot zones rocoses.

## Etimologia
El terme corniculatus deriva de la paraula llatina cornus i fa referència a la forma de banya amb què acaba l'àpex de les llegums que fa aquesta planta.
Tot i que aquesta planta es coneix popularment com a corona de rei, hi ha dues altres espècies de plantes completament diferents que es coneixen popularment sota el mateix nom: Doronicum cordatum i Doronicum pardalianches.

## Descripció

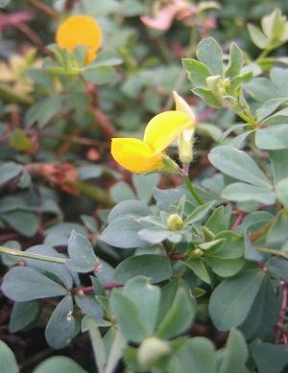
Detall de les fulles

El lotus és una planta herbàcia, lleguminosa i perenne d'entre 5-50 cm d'altura.
Presenta una arrel axonomorfa poc ramificada que es lignifica amb l'edat.
Les nombroses tiges són cilíndriques ascendents, ben ramificades i neixen d'un mateix punt d'unió amb l'arrel. En trobem d'erectes, que acostumen a ser glabres o glabrescents (és a dir amb poc o sense pèl), i d'horitzontals subterrànies anomenades rizomes, els quals són de textura llenyosa.
Floreix entre els mesos de maig i setembre.
Les fulles són compostes trifoliades amb dues estípules a la base del pecíol que sovint es confonen per dos folíols més. Els folíols són membranosos, glabres i amb marge llis, de limbe obovat amb l'àpex arrodonit i la base atenuada. Les estípules són ovalanceolades i punxegudes.
Les inflorescències es troben distribuïdes en forma d'umbel·les de fins a 8 flors unides mitjançant pedicels curts o peduncles auxiliars llargs que semblen néixer del mateix punt i que es troben al mateix nivell. Les flors són zigomorfes i papilionàcies (, estan formades per un calze en forma de campana amb 5 sèpals acabats en punta i units (gamosèpals), i una corol·la pentàmera (amb 5 pètals) i dialipètala (pètals separats) de coloració groga o amb tons taronges o vermells. La corol·la es troba distribuïda en un pètal major anomenat estendard, ovalat i arrodonit; dos pètals o ales laterals; i dos de més petits units longitudinalment entre ells formant un con tancat anomenat quilla o cornet. Aquesta planta floreix entre els mesos de març i setembre.
Es tracta d'una planta monoica amb flors hermafrodites i, per tant, trobem androceu i gineceu en la mateixa flor. L'androceu, que es troba a l'interior de la quilla, conté 10 estams diadelfs, és a dir, trobem un estam posterior lliure i els 9 restants soldats de forma alterna (5 de llargs i 4 de més curts) pels seus filaments per formar un tub incomplet al voltant del seu únic pistil. El gineceu és monocarpel·lar, format per un únic carpel, amb un sol primordi seminal multiovulat d'on n'emergeix un estil acabat en un estigma situat per sobre les anteres dels estams per facilitar la pol·linització. Aquesta és creuada, no s'autopol·linitzen, i entomòfila, necessiten insectes per dur-la a terme. Floreix de març a octubre.

El fruit és un llegum cilíndric i recte d'entre 2 i 5 cm de llargada de color marró. En el seu interior engloba nombroses llavors (entre 15 i 20 unides a la sutura ventral). En arribar a la maduresa s'obren de forma violenta en dues parts al llarg de dues sutures (dorsal i ventral) tot expulsant les llavors. Aquestes són ovalades i petites i de mida força variable, amb una mitjana d'1,4 mm de longitud i 1,2 mm d'amplada.

## Farmacologia

### Composició química
En farmacologia la planta s'utilitza sencera tot i que és la flor de la que se'n fa un major ús.
Els seus principis actius es troben sobretot en les inflorescències. S'hi troben compostos cianhídrics en baixa quantitat, i en alt contingut trobem tanins i substàncies flavonoides.

### Usos medicinals i accions farmacològiques
L'abundant presència de tanins i flavonoides confereixen a la planta propietats sedants, antiespasmòdiques i cardiotòniques que permeten ajudar en problemes neurovegetatius i de depressions com l'ansietat, l'insomni, la taquicàrdia, les palpitacions, les migranyes i el vertigen. També en casos d'espasmes gastrointestinals, dismenorrea i hipertensió entre altres problemes de la salut.

### Toxicitat
La seva toxicitat és baixa tot i que és aconsellable no donar dosificacions amb contingut alcohòlic a nens menors de dos anys i a persones addictes a l'alcohol.

### Posologia
La manera de prendre aquestes flors és en forma d'infusions o xarops. No obstant, però, l'ús tòpic d'aquesta herba medicinal té també propietats antiinflamatòries.

## Galeria d'imatges

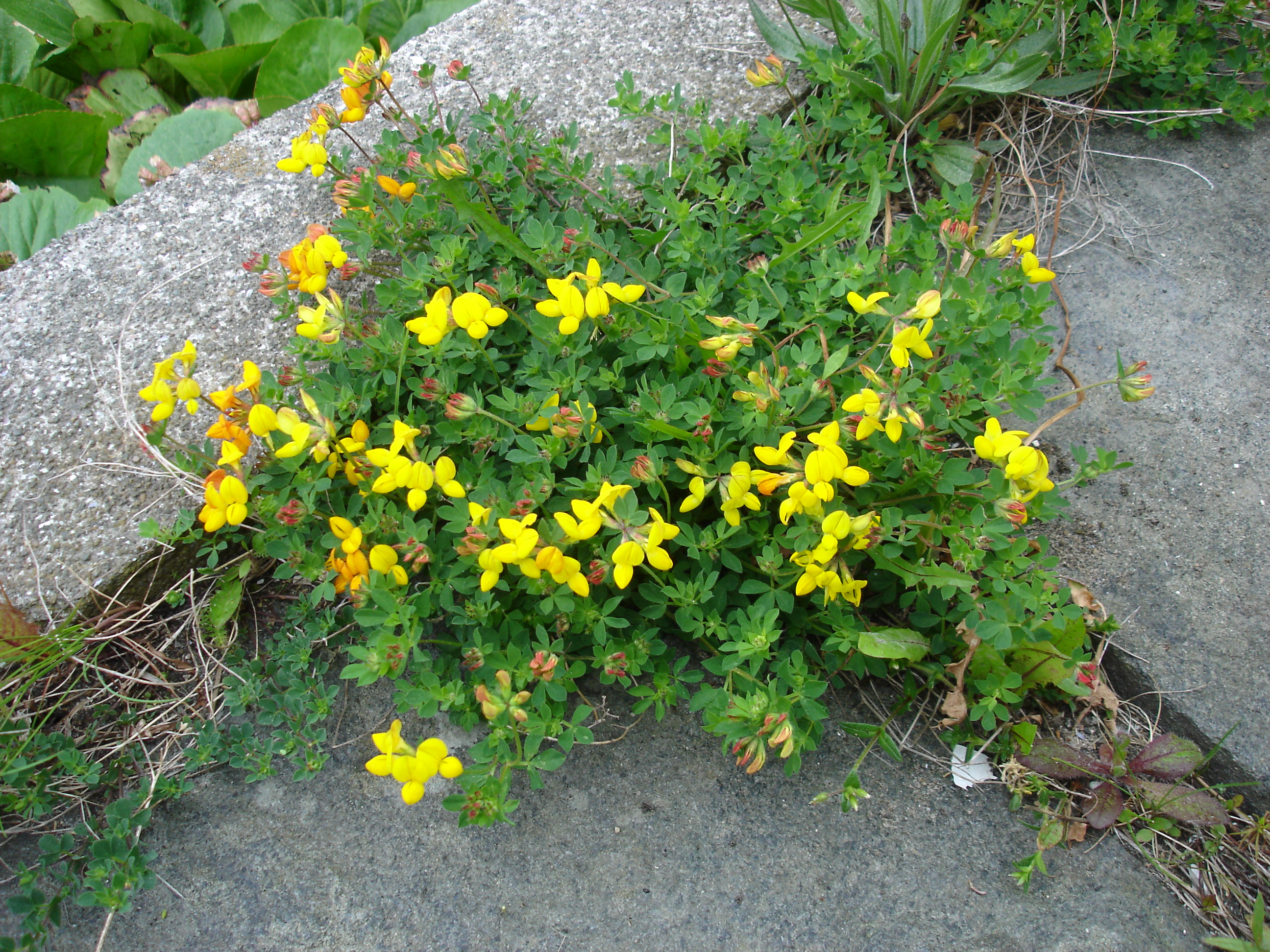
Mata de Corona de rei
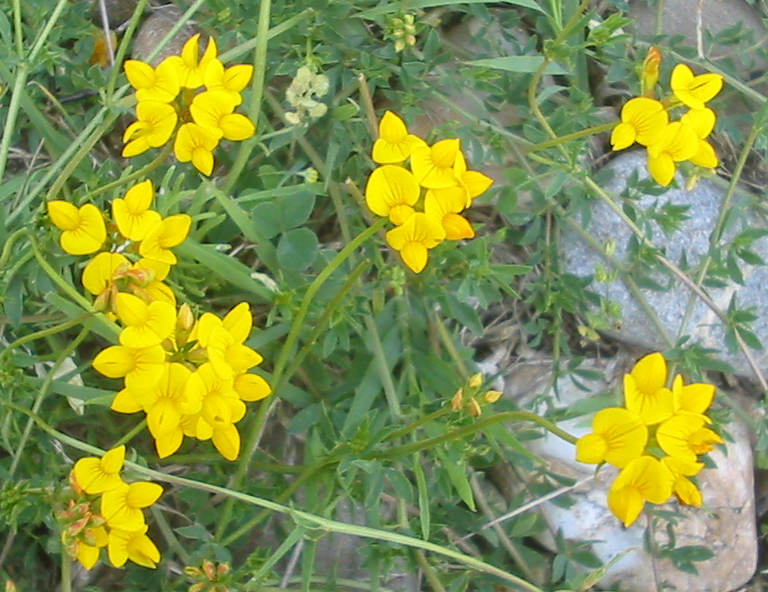
Diverses inflorescències de Corona de rei
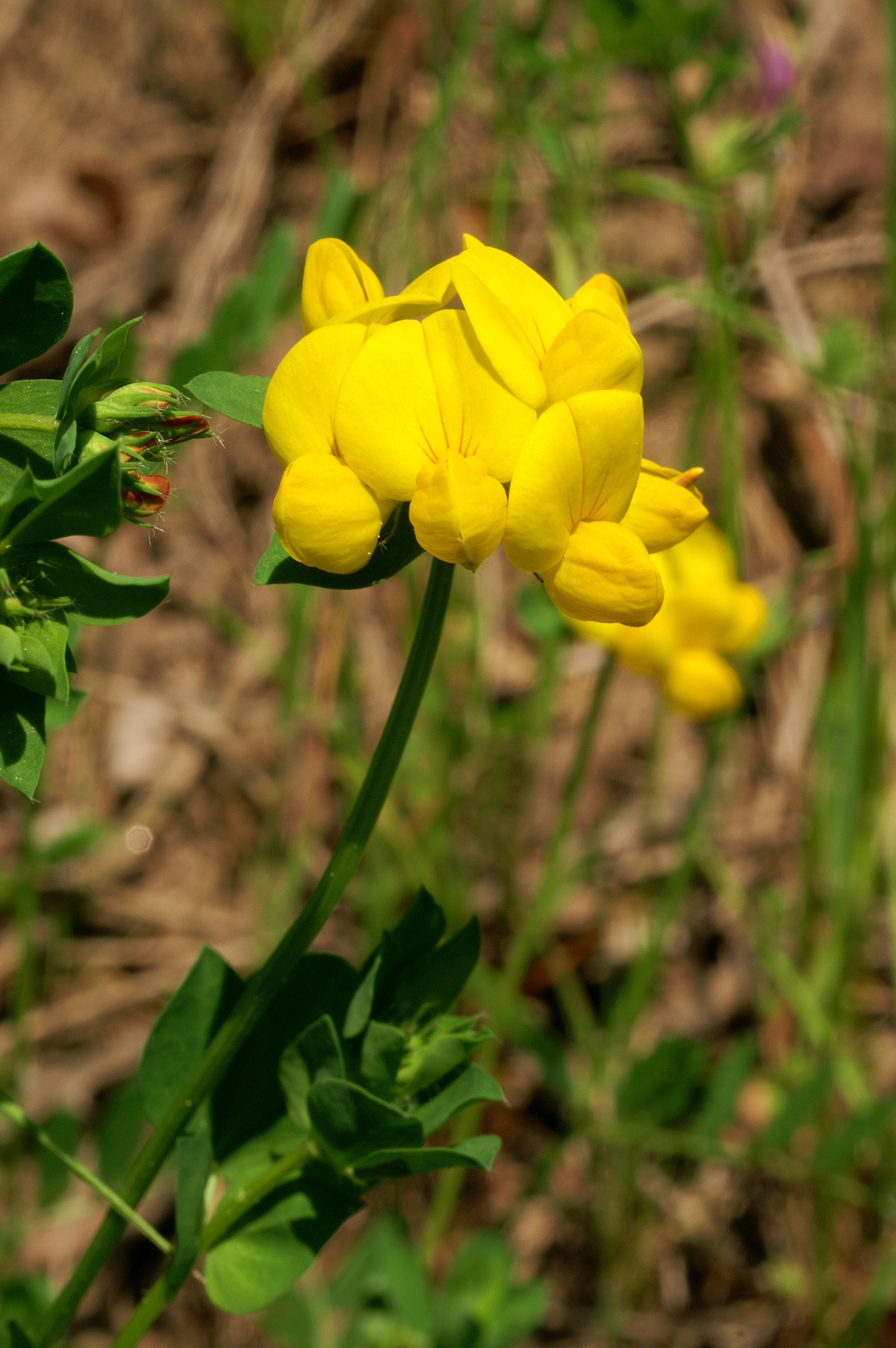
Detall d'una inflorescència
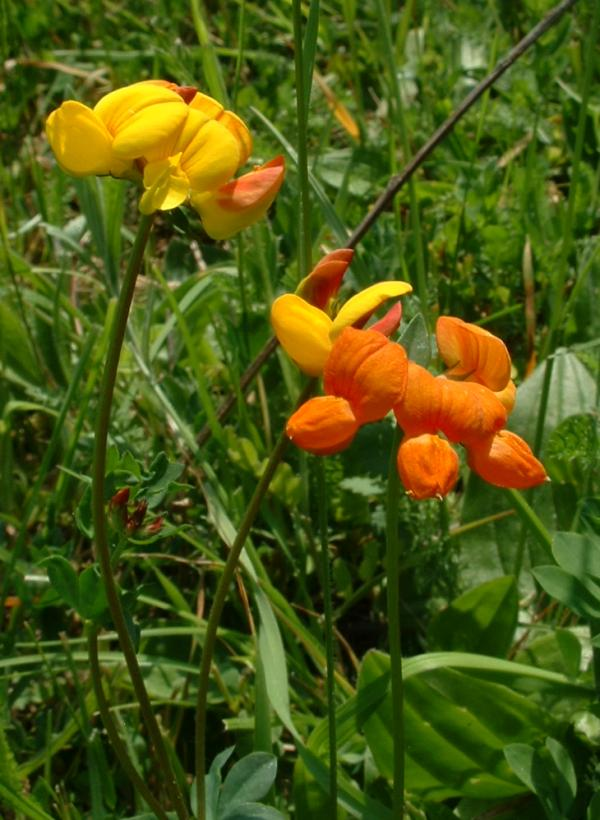
Variacions en la coloració de les inflorescències

## Observacions
El lotus és una planta que també s'utilitza molt com a farratge per a l'alimentació del bestiar. És de gran importància des del punt de vista de demanda de llavors, ja que és una planta que s'adapta molt bé a una gran diversitat de sòls.
També s'utilitzava antigament com a colorant degut al color groc tan viu de la corol·la.